# Cyrnaonyx antiqua
Cyrnaonyx antiqua — викопний вид хижих ссавців родини мустелових (Mustelidae), підродини Видрові (Lutrinae), єдиний представник роду Cyrnaonyx. Мешкав у пізньому плейстоцені Європи (126 000 — 12 000 років тому). Вимер під час останнього льодовикового періоду.

## Опис
За формою тіла тварина нагадувала звичайну видру, хоч і була дещо більшого розміру (довжина її тіла становила 1,2-1,5 м). Основні морфологічні відмінності полягали у будові черепу: Cyrnaonyx antiqua мав набагато міцніші зуби, ніж видра. Дослідники припускають, що Cyrnaonyx antiqua харчувався тваринами, покритими твердим панциром, зокрема ракоподібними, на відміну від сучасних вид, основою раціону яких є риба. Цим Cyrnaonyx antiqua нагадує сучасних аоніксів (Aonyx). Однак спосіб життя Cyrnaonyx antiqua був більше пов'язаний з водою, на що вказує будова скелета.
Перші скам'янілості Cyrnaonyx antiqua були знайдені у Франції. Пізніше вони були знайдені також в інших країнах Європи — Німеччині, Британії, Нідерландах, Італії.

## Таксономія
Анрі Марі Бленвіль відніс тварину до роду Видра (Lutra) як L. antiqua. Однак в 1935 році Хельбінг виділив тварину в окремий монотиповий рід Cyrnaonyx. В минулому до цього роду відносили ще один вид C. majori. Однак за результатами подальших досліджень тварина була виділена в окремий монотиповий рід Algarolutra (Willemsen, 1992).